# Mistrz Ołtarza z Akwizgranu
Mistrz Ołtarza z Akwizgranu – późnogotycki malarz niemiecki, czynny w Kolonii między 1480 a 1520 rokiem.
Przydomek artysty pochodzi od tryptyku ołtarzowego z Akwizgranu. Wraz z Mistrzem Świętego Seweryna i Mistrzem Legendy św. Urszuli należał do artystów czynnych w Kolonii na początku XVI wieku. Pierwsze artystyczne szlify nabierał w warsztacie Mistrza Rodziny Marii, w jego pracach widać wpływy m.in. Mistrza Legendy św. Urszuli.
Jego styl charakteryzował się dynamizmem scen i przedstawianych postaci, wzburzoną kompozycją, nastrojowymi krajobrazami, współczesnymi detalami architektonicznymi oraz jasnymi barwami. Styl ten nazwano manierystycznym wczesnym barokiem. Tworzył zindywidualizowane portrety, pracował dla zamożnych mieszkańców Kolonii, m.in. rodziny Hardenrath czy Rinck.